# Midi lidi
Midi lidi je česká electro undergroundová hudební skupina, jež je pozoruhodná zvláště svými pro tento žánr nezvyklými českými texty skladeb. Stabilní sestava kapely je Petr Marek (kytara, klávesy, zpěv), Prokop Holoubek (kytara, klávesy, zpěv) a Tomáš Kelar (bicí, zpěv). Na koncertech je někdy doplňují po jedné nebo společně Markéta Lisá (syntezátory, zpěv, digitalní saxofon) a Magdalena Hrubá (zpěv, syntezátory).
Skupina vytvořila hudbu k filmům Marka Najbrta Protektor a Polski film, dokumentárnímu filmu Český mír a naposledy politicky-satirickému filmu Prezident Blaník režiséra Marka Najbrta. Dále je autorem soundtracku k seriálům Kancelář Blaník a Žrouti, které jsou k zhlédnutí na české internetové televizi Stream.cz.
Skupina je také úspěšná v zahraničí, Prokop Holoubek byl díky tomu v roce 2022 nejúspěšnějším českým autorem populární hudby v zahraničí.
V březnu 2023 se s kapelou rozloučila Markéta Lisá.

## Alba
- Čekání na robota – 2007, vydalo X Production
- Protektor – 2009, soundtrack k filmu Protektor
- Hastrmans, Tatrmans & Bubaks – 2009, X Production
- Operace „Kindigo!“ – 2011, X Production
- Give Masterpiece A Chance! – 2016, Bumbum Satori & Xproduction (nominace na Anděla)
- Nikdo se ti nebude smát, když budeš mít lidi rád – 2021, Bumbum Satori
- Heal The World, konečně! – 2021, Bumbum Satori

## Singly
- Hemenex – 2020, Midi Lidi
- Give Masterpiece A Chance! (LP Bonus, skladby Sraz kjúristů a Masterpiece), 2021
- The Thing, 2021